# Unione Sportiva Dilettantistica Paolana
Maillots
L'Unione Sportiva Dilettantistica Paolana 1922, plus couramment abrégée en USD Paolana, est un club italien de football fondé en 1922 et dans la ville de Paola, en Calabre.
Le club, un des plus vieux de la région calabraise, joue ses matchs à domicile au stade Eugenio-Tarsitano, doté de 2 500 places.

## Histoire
Le club est fondé en 1922 par Eugenio Tarsitano (qui devient le premier président du club pendant près de trois décennies). Il est au départ un club omnisports (avec des sections de football, volley-ball, basket-ball, natation, athlétisme, boxe, et cyclisme). Au fil des ans, seule la section football demeure.
Le club est empêtré dans un scandale de paris sportifs (calcioscommesse) en 2015,,. Durant la même période, la Paolana risque la faillite après 93 ans d'histoire ininterrompue, réussissant à s'inscrire à la dernière minute pour le championnat d'Excellence (D5 italienne). Pour l'occasion, la nouvelle politique de l'entreprise est esquissée, se concentrant presque exclusivement aux jeunes.
À l'été 2018, le Paolana risque à nouveau la faillite en raison d'une crise impliquant la gestion du club et l'administration municipale. La crise dure jusqu'en octobre lorsque la direction reprend ses fonctions,,.

## Palmarès
| Compétitions nationales                                                                                       |
| --- |
| - Championnat d'Italie D5 (1) : - Champion : 2005-06. - Vice-champion : 2012-13, 1999-00, 2003-04 et 2004-05. |

## Personnalités du club

### Présidents du club
| - Eugenio Tarsitano (1922 - 1951) - Celestino Conte - Ciccio Stillo - Agostino Provenzano - Paolo Romagno - Vincenzo Tarsitano - Enrico Arrigucci - Nicola Ferrari - Lucio Sbano | - Domenico Trotta - Mario Piersante - Adolfo Provenzano - Pasquale Conte - Carlo D'Ippolito - Luigi Cilento - Marcello Sorrentino (? - 1991) - Lucio Sbano (1991 - 1999) - Adolfo Ramunno (1999 - 2001) | - Attilio Cascardo (2002 - 2003) - Walter Lattari (2003 - 2005) - Giuseppe Bruno (2005 - 2007) - Piero Perrotta (2007 - 2009) - Adolfo Ramunno (2009 -) - Paolo Fuscaldo (? - 2012) - Alfonso D'Arienzo (2012) - Enrico Gaetano (2012 - 2013) - Giuseppe Logatto (2013 - ) |

### Entraîneurs du club
| - Marcello Pasquino (1979 - 1982) - Sandro Cipparrone (1999 - 2003) - Franco Viola (2003 - 2004) - Marcello Pasquino (2004 - 2005) - Sandro Cipparrone (2005 - 2006) - Sandro Cipparrone & Francesco Serpa (2006 - 2007) - Maurizio Guzzo (2007 - 2008) | - Bruno Caligiuri (2008 - 2009) - Francesco Serpa (2009 - 2010) - Carmelo Martora & Francesco Serpa (2010 - 2011) - Angelo Andreoli (2011 - 2013) - Claudio Morelli & Franco Germano (2013 - 2014) - Vittorio Perrotta (2014 - 2017) | - Sandro Cipparrone / Franco Germano & Bruno Caligiuri (2017 - 2018) - Vittorio Perrotta (2018 - 2019) - Andrea Spinelli & Marco Colombo (2019 - 2020) - Alessandro Pellicori (2021 -) |